# Vienna Blood – Die traurige Gräfin
Vienna Blood – Die traurige Gräfin (englischer Titel: The Melancholy Countess) ist ein britisch-österreichischer Fernsehfilm der Krimireihe Vienna Blood aus dem Jahr 2021 von Robert Dornhelm und Marvin Kren mit Matthew Beard als Arzt und Psychoanalytiker Max Liebermann und Juergen Maurer als Wiener Kriminalbeamten Oskar Rheinhardt. Das Drehbuch von Stephen Thompson basiert auf den Liebermann-Krimis von Frank Tallis. Die Erstausstrahlung auf ORF 2 erfolgte am 30. Oktober 2021 und im ZDF am 21. November 2021. Auf Flimmit wurde die Folge anschließend an die TV-Ausstrahlung veröffentlicht.

## Handlung
In ihrem vierten gemeinsamen Fall untersuchen der Wiener Kriminalbeamte Oskar Rheinhardt und der Arzt und Psychoanalytiker Max Liebermann im Jahr 1907 den Tod der reichen ungarischen Gräfin Sophia Nadazdy. Sie wird von ihrem Dienstmädchen Tilda ertrunken in der Badewanne aufgefunden. Zunächst wird ein Suizid angenommen, Rheinhardt glaubt allerdings nicht daran. Dagegen spricht etwa, dass sie sich im Wiener Hotel Imperial dem Vergnügen hingab oder sie ein teures Geschenk gekauft hatte, ohne es abzuschicken. Die Gräfin war die Patientin von Max Liebermann. Er weiß daher Dinge, über die er nicht sprechen darf. Zuvor war sie bei Professor Gruner in Behandlung, Max hatte ihr von den Opium-Tabletten abgeraten, die ihr Gruner gegen Melancholie verschrieben hatte. Max macht sich deswegen Vorwürfe.
Bei der Obduktion wird Strychnin gefunden. Von einer Person, die sich als Page Jannik Neubauer vorstellt, erfährt Liebermann, dass die Gräfin viel Zeit mit dem viel jüngeren früheren Ulanen-Soldaten Oktav Hauke verbracht hatte, der angibt, kürzlich seinen Dienst quittiert zu haben. Polizeiarchivarin Lindner findet im Archiv einen zweiten, ähnlichen Fall. Bei diesem wohnte Hauke bei der Zimmerwirtin Leonie Hutter, als diese ertrunken war. Hauke hatte Geld von ihr geerbt. Amelia Lydgate findet allerdings im Hotelzimmer von Neubauer keine Spuren von Strychnin. Auch gibt Hauke an, nichts von Gräfin Nadazdy zu erben, was die Nachforschungen bei deren Anwälten bestätigen.
Liebermann vermutet aufgrund der Beschreibung ihrer Träume, dass Nadazdy geahnt hatte, dass jemand sie umbringen wollte. Außerdem ernährte sie sich nur von Lebensmitteln wie Eiern und Walnüssen, die schwer zu vergiften sind. Lydgate vermutet daher, dass sie über den Kräutertee vergiftet wurde, der den Geschmack des Strychnin überdeckt. Augenzeugen berichten über eine junge Dame zum Todeszeitpunkt der Gräfin in deren Etage, allerdings war zu diesem Zeitpunkt keine junge Dame dort untergebracht. Nachdem in die Praxis von Liebermann eingebrochen wird, verschwinden später auch Akten aus dessen Büro. Rheinhardt vermutet, dass Liebermann selbst in Gefahr sein könnte und es der Mörder der Gräfin auch auf Max abgesehen haben könnte, weil er vermutet, dass er Wissen über die Gräfin hat, das zur Klärung des Falles beitragen könnte.
In ihren Sitzungen bei Liebermann sprach die Gräfin immer wieder von einer Blanka Mar. Liebermann vermutet, dass die Gräfin ein Kind hatte, das sie allerdings weggegeben hatte und sie deswegen Schuldgefühle hatte. Vom Dienstmädchen Tilda erfahren Max und Oskar, dass Graf und Gräfin einen Sohn namens István hatten. Dieser hatte Blanka Mar gefoltert, die Eltern gaben den Sohn im Alter von neun Jahren daher in eine Anstalt. Tilda berichtet, dass István vor sechs Monaten entlassen wurde. Liebermann wird klar, dass es István war, der ihn in der Verkleidung des Pagen Jannik Neubauer in der Praxis aufgesucht hatte.
In der Nacht wird Liebermann im Park überfallen und ausgeraubt, der Räuber wird am nächsten Tag tot in Liebermanns Kleidung aufgefunden. István war Patient von Gruner, der damals Assistenzarzt war. István war in der Kinderabteilung in Wien untergebracht, das Haus wurde vor einiger Zeit geschlossen. Dort trifft Max auf István, der allerdings bestreitet, seine Mutter getötet zu haben. Als István Max mit dem Messer angreift, wird István von Rheinhardt mit der Waffe außer Gefecht gesetzt und festgenommen.
Rheinhardt und Liebermann haben die Theorie, dass der Anschlag eigentlich Oktav Hauke galt und dieser mit dem Strychnin vergiftet werden sollte. Direktor Holler hatte ihnen erzählt, dass die Gräfin und Hauke getanzt hatten, bevor sie zusammengebrochen war. Währenddessen war die Stola der Gräfin zu Boden gefallen, Holler hatte sie aufgehoben. Möglicherweise hatte er die Stola über Haukes Sessel gelegt anstatt über den der Gräfin. Polizeiarchivarin Lindner findet im Archiv einen Beitrag über das Ulanen-Regiment von Hauke. Darin wird von einem Ulanen-Soldaten berichtet, der sich erhängte, nachdem er mit einem Offizier im Bett erwischt worden war. Der Offizier wurde entlassen. Die Ermittler vermuten, dass es sich bei dem Offizier um Hauke handeln könnte und die Gräfin sein Schutz vor bösen Zungen gewesen sei. Hauke wird während eines homosexuellen Sado-Maso-Spiels von der Hausdame Frau Reiss, der Mutter jenes Ulanen-Soldaten, der sich erhängt hatte, erschossen. Nach dem Mord an Hauke erschießt sich Frau Reiss selbst.

## Produktion und Hintergrund
Die Dreharbeiten zur zweiten Staffel bestehend aus drei Folgen fanden vom 1. September bis Anfang Dezember 2020 in Wien und Umgebung statt. Ursprünglich sollten diese im April 2020 beginnen. Aufgrund der COVID-19-Pandemie wurden diese auf Spätsommer 2020 verschoben. Als Drehorte in der ersten Episode der Staffel dienten unter anderem das heutige Hotel Imperial, Café Sperl, der Burggarten und der Stadtpark. Wegen einer Erkrankung von Regisseur Robert Dornhelm übernahm Marvin Kren für zehn Tage die Dreharbeiten.
Unterstützt wurde die Produktion vom Filmfonds Wien, dem Fernsehfonds Austria und dem Land Niederösterreich, beteiligt waren der Österreichische Rundfunk und das ZDF.
Produziert wurde die Serie von der österreichischen MR Film und der britischen Endor Productions, an der die Red Arrow Studios beteiligt sind. Die Kamera führten Andreas Thalhammer, Xiaosu Han und André Mayerhofer, für das Kostümbild zeichnete Thomas Oláh verantwortlich, für das Szenenbild Bertram Reiter und für das Maskenbild Michaela Payer. Die Kostüme stammten von Lambert Hofer.
Das Drehbuch schrieb der Engländer Stephen Thompson, der auch für drei Folgen der englischen Fernsehserie Sherlock die Drehbücher verfasst hat.
Gedreht wurde auf Englisch, die deutschsprachigen Schauspieler synchronisierten sich für die deutschsprachige Fassung selbst.
Quote
Der Film wurde bei Erstausstrahlung im ORF im Oktober 2021 von durchschnittlich 814.000 Zusehern verfolgt, der Marktanteil betrug 27 Prozent.